# Su-25UTG (航空機)
Су-25УТГ
アドミラル・クズネツォフに着艦中のSu-25UTG
- 用途：艦上練習機
- 設計者： スホーイ設計局
- 製造者：
ウラン・ウデ航空工場（ロシア語版）
- 運用者：
 ロシア海軍航空隊
- 初飛行：1990年7月4日[1]
- 生産数：15機[1]
- 生産開始：1989年-1995年
- 運用状況：現役
- 原型機：Su-25UB

Su-25UTG（ロシア語: Су-25УТГ）はSu-25の発展型の一つである。工場名称はT8-UTG。

## 開発及び設計
Su-25UTGの源流はクズネツォフの計画前にさかのぼる。ソ連では1973年に研究が開始されたカタパルト式空母の搭載機として、MiG-23K、P-42KB（Su-27の試作機名称）等と共にSu-25の艦上攻撃機型であるSu-25Kの研究が行われていた。しかし、カタパルト空母の建造は見送られ、スキージャンプ式となったことによりSu-25KはMiG-23Kと共に開発中止となった。しかし、Su-25Kの研究開発の際に発着訓練機として検討されていたSu-25UBK設計案の簡易型として実用化されたのがSu-25UTGである。
開発は1984年より開始され、1988年初期に最初の飛行試験機であるT8-UTG1がSu-25UBからの改造で製造された。1988年10月には、T8-UTG1はウクライナのサーキ飛行場にあるニートカにおいて最初の飛行を行い、1989年11月1日にはI・V・ヴォチンスバとA・V・クストフの操縦の下「トビリシ」（現在の「アドミラル・クズネツォフ」）に最初の着艦を行った。1989年から1990年までに最初のバッチの10機が製造され、1991年から1995年には第2および最終バッチが5機製造された。
機体は着艦の衝撃に耐えるために構造が強化されているほか、海水による腐食対策のため胴体の中央部に燃料タンクの装甲ハッチなどの一部がアルミニウム合金となり、練習機として不要な燃料タンクの防弾ゴム皮膜処理も省かれている。また、フラップは大きく可動するようになっている。尾部には空母運用に必要なアレスティング・フックが装備された。ベース機であるSu-25UBは攻撃機としても使えるが、Su-25UTGでは武装関連の機材は装備されていない。そのためパイロンは増槽を装備するためのもの4つのみである。アビオニクス面では武装関係の機材のほか地上部隊との通信用のR-828無線機が外され、着艦誘導用のA380レジスターBが装備されている。
製造から20年が経過しているが、具体的な後継機の計画は無く、2013年より第121航空機修理工場で寿命延長改修が行なわれている。これにより寿命は8年延長されるという。

## 運用

### 現役
ロシア

10機を運用。クズネツォフのソヴィエト連邦英雄2度受賞ボリス・サフォーノフ記念・第279艦上戦闘機航空連隊に所属。8機はセヴェロモルスク-3基地、2機はエイスクの第859飛行戦闘訓練センターに配備されている。配備機のうち7号機は着艦失敗により損傷している。

### 退役
ウクライナ

旧ソ連時代に配備されていたうちの5機（S/N 60、61、62、63、64）を引き継いでいた。このうち3機はロシアのSu-25UBと交換された。残りの2機については1機が2007年に中国に売却され、もう1機は2011年にエストニアを通じてアメリカに売却されている。

## 仕様

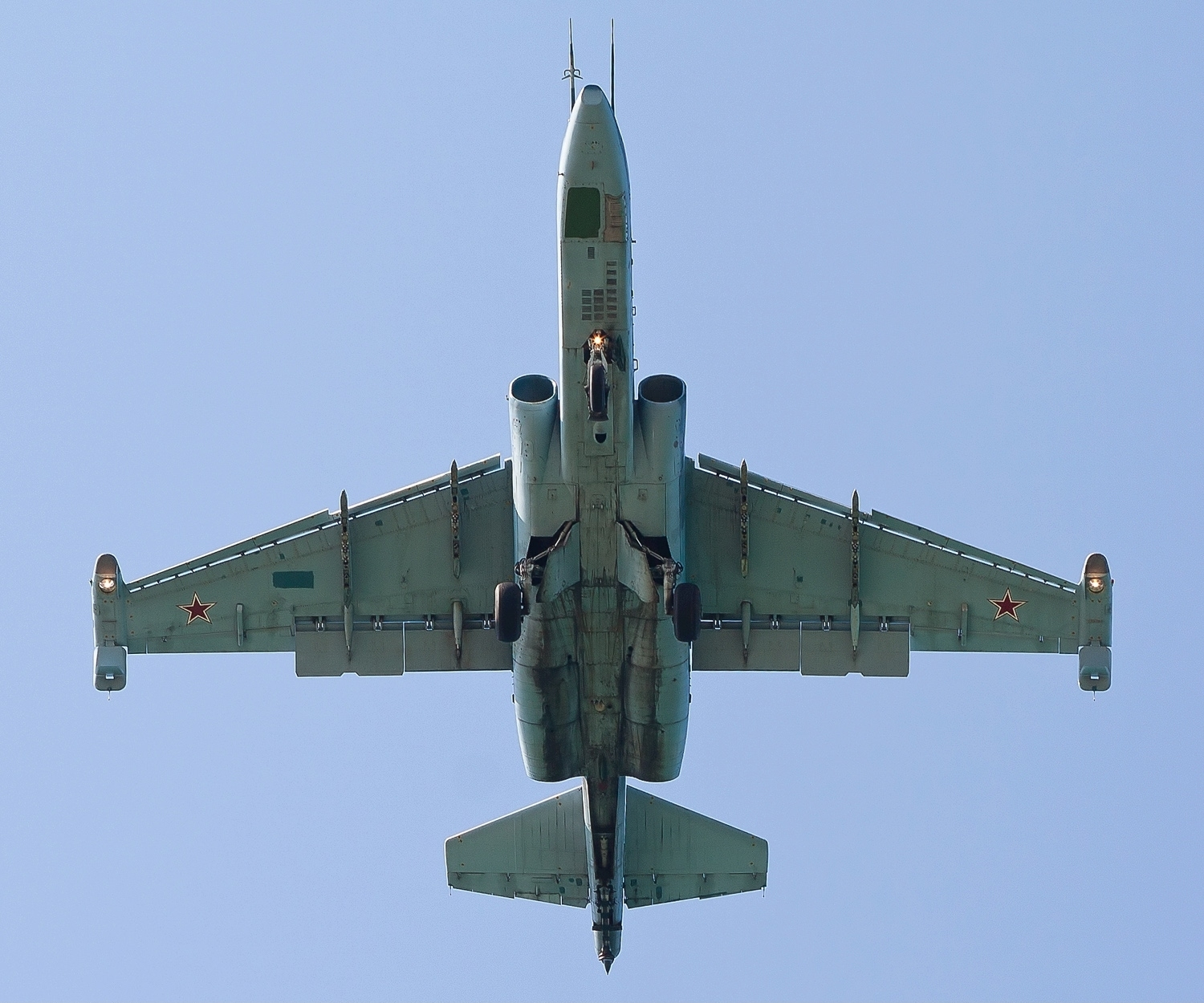
下から見たSu-25UTG

出典: 
諸元
- 乗員: 2名
- 全長: 15.53m（ピトー管を含む）
- 全高: 5.2m
- 翼幅: 14.36m
- 翼面積: 30.1m2
- 空虚重量: 9,700kg
- 最大離陸重量: 17,600kg
- 動力: ソユーズ R-95Sh ターボジェットエンジン、4,100kg （40kN）  × 2
- 燃料搭載量 2,850kg

性能
- 最大速度: 1000km/h
- 巡航速度: 750km/h
- フェリー飛行時航続距離: 560km
- 実用上昇限度: 7,000m
- 上昇率: 60m/s
- 離艦距離 150m
- 着艦距離 90m